# Johan Salberg
Johan Salberg, född på 1640-talet, död 1698 eller 1699 (själaringning 3 januari 1699 i Stockholm), var en svensk tjänsteman och läroboksförfattare.
Johan Salberg var son till kyrkoherden i Fläckebo socken Andreas Laurentii Hirudius. Han blev 1662 student vid Uppsala universitet men måste redan 1663 för att arbeta som privatlärare i Stockholm. Efter att ha innehaft olika tjänster blev han 1674 kammarskrivare i Kammarkollegium och var sedan förvaltare i Kungliga klädkammaren till 1681. Därefter hade han anställning som kamrerare hos en privatperson. Då Salberg, tydligen av ekonomiska skäl, varit tvungen att avsluta sina just påbörjade studier, fick han som privatlärare bland annat uppgift att ge undervisning i svenska till utlänningar. Detta fick honom att sammanställa huvuddragen till en svensk grammatik. På denna grund arbetade han sedan vidare, och resultatet blev den Grammatica svetica (förordet daterat 1696), som nu finns som handskrift i Uppsala universitetsbibliotek. Arbetet är en av de första liknande svenska arbetena, och med tanke på att Salberg helt saknade andra arbeten att basera sin grammatik på, är resultatet imponerande.